# Map of the Soul: 7
Map of the Soul: 7 ist das vierte Studioalbum der südkoreanischen Boygroup BTS. Es wurde am 21. Februar 2020 über das Label Big Hit Entertainment veröffentlicht. Es ist der Nachfolger ihrer 2019 erschienenen sechsten EP Map of the Soul: Persona. Es blickt zurück auf die vergangenen sieben Jahre von BTS seit ihrem Debüt und erzählt die Geschichte wie die sieben Mitglieder Schwierigkeiten über die Jahre hinweg akzeptiert und überwunden, und ihr „wahres und vollständiges Selbst“ gefunden haben.
Map of the Soul: 7 war das erste Album in der südkoreanischen Charthistorie, das die Marke von fünf Millionen Verkäufen erreichte.

## Titelliste
| Nr.          | Titel                                             | Interpret               | Länge   |
| ------------ | ------------------------------------------------- | ----------------------- | ------- |
| 1.           | Intro : Persona                                   | RM                      | 2:54    |
| 2.           | Boy with Luv (작은 것들을 위한 시) (feat. Halsey) | BTS, Halsey             | 3:49    |
| 3.           | Make it Right                                     | BTS                     | 3:42    |
| 4.           | Jamais Vu                                         | j-hope, Jin, Jungkook   | 3:46    |
| 5.           | Dionysus                                          | BTS                     | 4:08    |
| 6.           | Interlude : Shadow                                | Suga                    | 4:20    |
| 7.           | Black Swan                                        | BTS                     | 3:18    |
| 8.           | Filter                                            | Jimin                   | 3:00    |
| 9.           | My Time (시차)                                    | Jungkook                | 3:55    |
| 10.          | Louder than bombs                                 | BTS                     | 3:37    |
| 11.          | ON                                                | BTS                     | 4:06    |
| 12.          | UGH! (욱)                                         | RM, Suga, j-hope        | 3:45    |
| 13.          | 00:00 (Zero O’Clock)                              | Jimin, Jin, V, Jungkook | 4:10    |
| 14.          | Inner Child                                       | V                       | 3:53    |
| 15.          | Friends (친구)                                    | Jimin, V                | 3:19    |
| 16.          | Moon                                              | Jin                     | 3:29    |
| 17.          | Respect                                           | RM, Suga                | 3:58    |
| 18.          | We are Bulletproof: The Eternal                   | BTS                     | 4:22    |
| 19.          | Outro : Ego                                       | j-hope                  | 3:16    |
| 20.          | ON (feat. Sia)                                    | BTS, Sia                | 4:06    |
| Gesamtlänge: | Gesamtlänge:                                      | Gesamtlänge:            | 1:14:53 |

## Rezeption

### Preise
| Jahr | Zeremonie               | Kategorie                         | Ergebnis  | Ref.   |
| ---- | ----------------------- | --------------------------------- | --------- | ------ |
| 2020 | Genie Music Awards      | Album des Jahres                  | Gewonnen  | [ 4 ]  |
| 2020 | Melon Music Awards      | Album des Jahres                  | Gewonnen  | [ 5 ]  |
| 2020 | Mnet Asian Music Awards | Album des Jahres                  | Gewonnen  | [ 6 ]  |
| 2020 | People’s Choice Award   | The Album of 2020                 | Gewonnen  | [ 7 ]  |
| 2021 | Gaon Chart Music Awards | Album des Jahres – Erstes Quartal | Gewonnen  | [ 8 ]  |
| 2021 | Gaon Chart Music Awards | Einzelhandelsalbum des Jahres     | Gewonnen  | [ 8 ]  |
| 2021 | Golden Disk Awards      | Album des Jahres (Daesang)        | Gewonnen  | [ 9 ]  |
| 2021 | Golden Disk Awards      | Bestes Album                      | Gewonnen  | [ 9 ]  |
| 2021 | Japan Gold Disc Awards  | Best 3 Albums (Asien)             | Gewonnen  | [ 10 ] |
| 2021 | Korean Music Awards     | Album des Jahres                  | Nominiert | [ 11 ] |
| 2021 | Korean Music Awards     | Bestes Pop Album                  | Nominiert | [ 11 ] |
| 2021 | Seoul Music Awards      | Best Album                        | Gewonnen  | [ 12 ] |
| 2021 | Seoul Music Awards      | Bonsang Award                     | Gewonnen  | [ 12 ] |

### Rezensionen
Die Website Metacritic bildete aus 12 Kritiken in englischsprachigen Medien einen Durchschnittswert von 82 von 100 Punkten. Dabei vergab The Line of Best Fit mit 100 die meisten Punkte und Pitchfork mit 63 die wenigsten.

## Kommerzieller Erfolg

### Chartplatzierungen
| ChartsChartplatzierungen       | Höchstplatzierung | Wochen |
| ------------------------------ | ----------------- | ------ |
| Deutschland (GfK)              | 1 (74 Wo.)        | 74     |
| Österreich (Ö3)                | 1 (34 Wo.)        | 34     |
| Schweiz (IFPI)                 | 1 (58 Wo.)        | 58     |
| Südkorea (KMCA)                | 1 (186 Wo.)       | 186    |
| Vereinigte Staaten (Billboard) | 1 (95 Wo.)        | 95     |
| Vereinigtes Königreich (OCC)   | 1 (14 Wo.)        | 14     |

| ChartsJahrescharts (2020)      | Platzierung |
| ------------------------------ | ----------- |
| Deutschland (GfK)              | 12          |
| Österreich (Ö3)                | 34          |
| Schweiz (IFPI)                 | 7           |
| Südkorea (KMCA)                | 1           |
| Vereinigte Staaten (Billboard) | 20          |
| Vereinigtes Königreich (OCC)   | 48          |

| ChartsJahrescharts (2021)      | Platzierung |
| ------------------------------ | ----------- |
| Südkorea (KMCA)                | 41          |
| Vereinigte Staaten (Billboard) | 113         |

| ChartsJahrescharts (2022) | Platzierung |
| ------------------------- | ----------- |
| Südkorea (KMCA)           | 47          |

### Auszeichnungen für Musikverkäufe
| Land/Region                  | Auszeichnungen für Musikverkäufe (Land/Region, Auszeichnung, Verkäufe) | Verkäufe  |
| ---------------------------- | ---------------------------------------------------------------------- | --------- |
| Belgien (BRMA)               | Gold                                                                   | 10.000    |
| Dänemark (IFPI)              | Gold                                                                   | 10.000    |
| Frankreich (SNEP)            | Platin                                                                 | 100.000   |
| Italien (FIMI)               | Gold                                                                   | 25.000    |
| Japan (RIAJ)                 | Platin                                                                 | 455.456   |
| Neuseeland (RMNZ)            | Platin                                                                 | 15.000    |
| Philippinen (PARI)           | Gold                                                                   | 7.500     |
| Polen (ZPAV)                 | Platin                                                                 | 20.000    |
| Spanien (Promusicae)         | Gold                                                                   | 20.000    |
| Südkorea (KMCA)              | 5× Diamant                                                             | 5.000.000 |
| Ungarn (MAHASZ)              | Gold                                                                   | 2.000     |
| Vereinigte Staaten (RIAA)    | Platin                                                                 | 1.000.000 |
| Vereinigtes Königreich (BPI) | Gold                                                                   | 100.000   |
| Insgesamt                    | 7× Gold · 5× Platin · 5× Diamant ·                                     | 6.764.956 |

Hauptartikel: BTS (Band)/Auszeichnungen für Musikverkäufe